# Парвати
Парвати (на санскрит: पार्वती) е индуистка богиня. Парвати е Шакти, тя е реинкарнация на Сати, жена на Шива (в Рамаяна и Махабхарата), и така като Парвати се жени отново за него, майка на Ганеша, техният син.
Когато е изобразявана в близост до Шива Парвати е с 2 ръце, а когато е самостоятелно – с 4 или 8, и в близост до тигър или лъв.

## Етимология
Парв'ата е една от думите в санскрит за „планина“; „Парвати“ се превежда като „тя от планините“ и насочва към това, че Парвати е дъщеря на Химаван, бог на планините и персонификация на Хималаите.